# Leucojum aestivum
Leucojum aestivum és una espècie de planta bulbosa de la família de les amaril·lidàcies. És originària d'Europa fins al nord de l'Iran. Es troba en zones humides en alzinars o pinedes; a una altitud de 0-800 msnm, al Sud d'Europa -des del sud d'Anglaterra fins a Crimea i els Balcans-, Caucas i Anatòlia i a les Illes Balears.
És una planta que aconsegueix una grandària de 33-61 cm d'alçada, glabra. Bulb de 23-43 x 22-41 mm, subglobós, amb túniques externes membranàcies, d'un color castany ± intens, que es perllonguen en una beina de 37-92 mm, del mateix color i consistència a la base, escariosa en gairebé tota la seva longitud. L'escap mesura 26-48 x 0,16-0,37 cm, fistulós, estretament alat amb uns marges hialins.
Fulles de 3-6, de 22-34 x 0,59-1,3 cm, linears, planes, de marge llis, breument atenuades i obtuses a l'àpex. Flors 2-5, campanulades, nutants; bràctea 27-56 x 3,8-10 mm, lanceolada, obtusa, a vegades dividida a l'àpex en dos puntes molt curtes, envainant a la base [(1,6) 5-7 (25) mm], plurinerviada, membranàcia, verdosa o blanquinosa; pedicels 38-75 mm, desiguals, una mica arquejats a l'àpex, i el més desenvolupat una mica més llarg que la bràctea. Tèpals de (8,5) 11-13 (15,3) x 3,8-7,5 mm, obovats, subiguals -els externs una mica més estrets i amb una callositat cap a l'àpex- obtusos, blancs, amb una taca verda a l'àpex de la cara externa. Filaments estaminals 1,2-3,2 mm, linears, una mica més curts que les anteres, inserits en un discoepígini sencer, blanquinosos; anteres 3,3-4,4 x 0,8-1 mm, obtuses, grogues. Ovari de 4,6-7,5 x 2,1-4,6 mm, verdós; estil 6,6-10,1 mm, una mica més llarg que els estams, d'un blanc verdós. Fruit turbinat, amb lòculs polisperms. Llavors 5-7 mm, sense estrofíol, negres.
El nombre de cromosomes de Leucojum aestivum i tàxons infraespecífics és 2n=22.

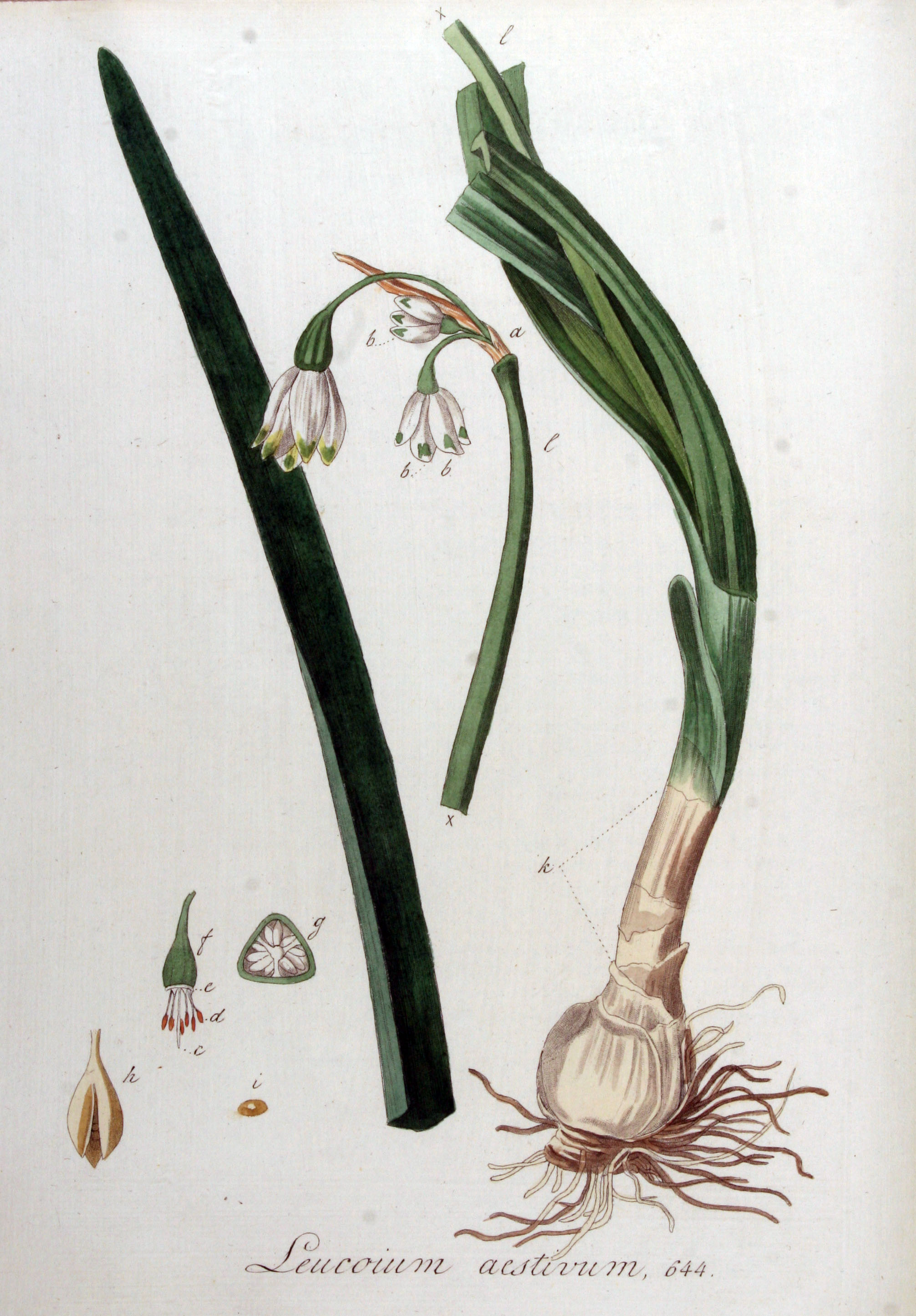
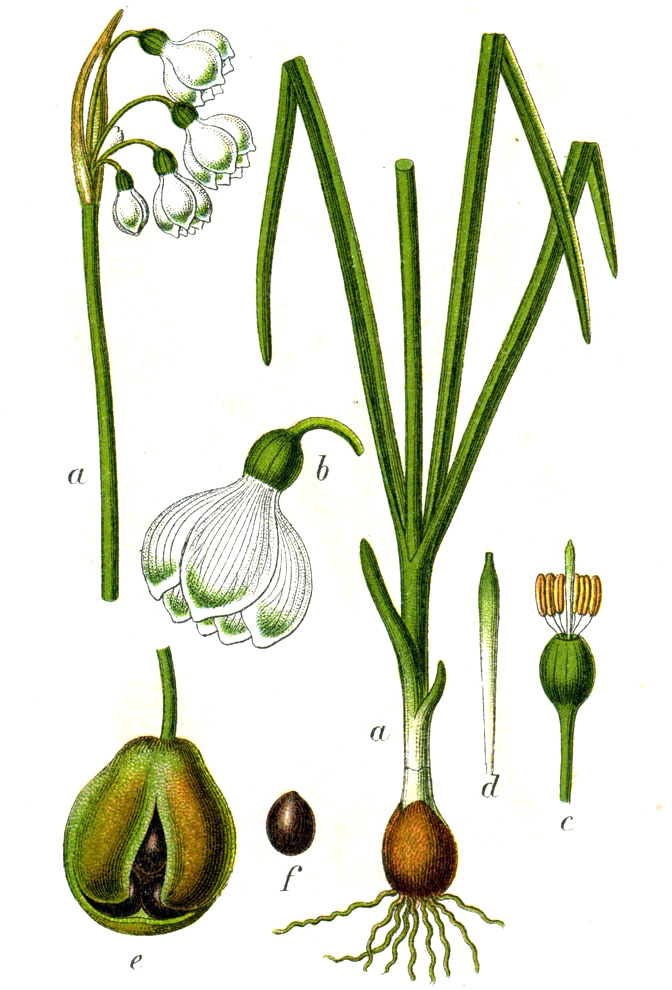
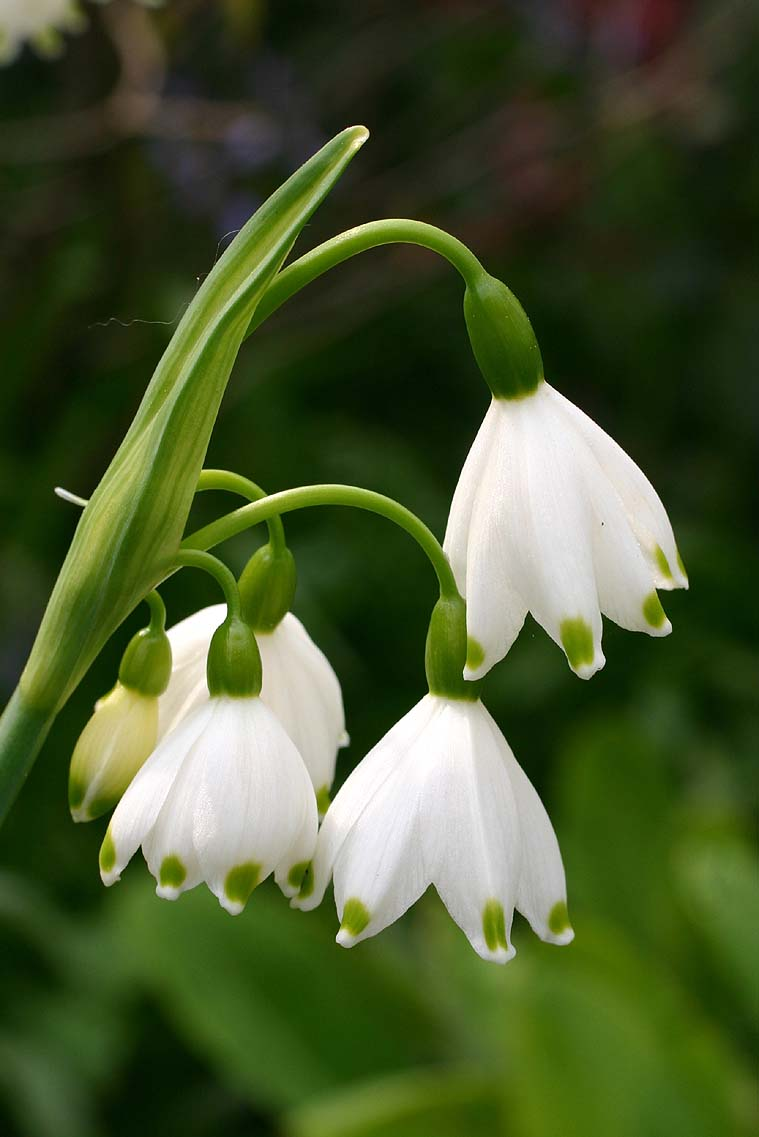